# Martin Vargic
Martin Vargic (* 10. března 1998 Banská Bystrica) je slovenský grafický designér. Je znám díky „Mapě Internetu“, která se stala virální internetovou senzací na přelomu ledna a února 2014.

## Tvorba
Vargic publikuje všechny svoje práce, zvláště mapy a grafy, na svojí webové stránce. „Mapa Internetu“, publikovaná 15. ledna 2014 na Deviantartu, je konceptuální umělecké dílo, které zobrazuje největší webstránky, online služby a softwarové společnosti jako suverénní státy na stylizované politické mapě světa, s přihlédnutím na jejich alexa rating a průměrnou měsíční návštěvnost. Mapa se stala 30. ledna 2014 mediálním hitem, poté co o ní byl publikován článek na online blogu Gizmodo.
V průběhu několika dní byla mapa zveřejněna v mezinárodních novinách a online magazínech, například v The Independent, Fox News, The Huffington Post a Business Insider.
Kromě „Mapy Internetu“ Vargic publikoval několik dalších map, z nichž největší ohlas měla „Svět – Změna Klimy“, která byla vytvořena za účelem zvýšit veřejné povědomí o nebezpečích globálního oteplování. Další jeho práce zahrnují například „Mapu stereotypů“ a množství dalších map, grafů a fotomontáží, které se často objevují v mezinárodních médiích.